# Mikroskopische Technik
Als mikroskopische Techniken werden Techniken bezeichnet, die angewendet werden, um Präparate für die Mikroskopie zu erstellen.
Dazu gehören beispielsweise fixieren, schneiden mit Messern oder Mikrotomen, Färben und die In-situ-Hybridisierung.
Die Durchführung der Mikroskopie selbst zählt dagegen nicht zu den mikroskopischen Techniken. Verschiedene mikroskopische Prinzipien der Lichtmikroskopie wie beispielsweise Phasenkontrast-, Dunkelfeld- oder der Elektronenmikroskopie können von den mikroskopischen Techniken begrifflich unterschieden werden, indem sie als „mikroskopische Verfahren“ bezeichnet werden.
Fachgebiete in denen mikroskopische Techniken zur Anwendung kommen sind beispielsweise die Histologie, die Botanik und die Cytogenetik.
1840 führte Adolph Hannover die Chromsäurehärtung in die mikroskopische Technik ein.